# Video/Mirror. OASIS
『Video/Mirror. OASIS』(ビデオ/ミラー. オアシス)は、2000年6月28日に発売されたGacktのビデオ・クリップ集。発売元は日本クラウン。

## 概要
- 活動再開後、2週連続リリースとして発売された3rdシングル「Mirror」と4thシングル「OASIS」のPVとメイキング映像が収録されている。
- 初回生産限定盤特典に、Gacktが1人で4役こなすドラマCD付き。

## 収録曲
1. Mirror Making
2. Mirror
3. OASIS Making
4. OASIS
5. Gackt in LA
使われている楽曲は、1stアルバム『MARS』に収録されている「dears」である。